# Operación Masacre
Operación Masacre es un libro escrito por Rodolfo Walsh y publicado por primera vez en 1957, y la primera novela de no ficción periodística. Se adelantó nueve años a A sangre fría (In Cold Blood) de Truman Capote, el libro a menudo citado como iniciador de este género. Basado en las entrevistas con los sobrevivientes, sus familias y autoridades del gobierno, el libro expone una investigación detallada y revela una serie de asesinatos de prisioneros el 9 de junio de 1956, conocidos en la historia como los «fusilamientos de José León Suárez», cometidos durante la dictadura cívico-militar autodenominada Revolución Libertadora. Dirigida y guionizada por Jorge Cedrón y Walsh, fue llevada también al cine, una película bajo el título homónimo en 1972.

## Argumento sobre lo sucedido
En 1956 fracasó un levantamiento cívico-militar de inspiración peronista, contra la dictadura autodenominada Revolución Libertadora, liderado por el general Juan José Valle. Durante el proceso de represión cinco civiles fueron fusilados en forma clandestina, sospechados de estar en el alzamiento, en un terreno descampado de José León Suárez, en el conurbano de Buenos Aires.  
Seis meses después del hecho, "alguien" le cuenta a Walsh en un café su historia sobre el evento que a Walsh le parece increíble, y así nace la investigación. Walsh descubrió que había siete sobrevivientes de esa masacre y los va encontrando uno a uno, para entrevistarlos y reconstruir los hechos. Esa investigación será el material de base con el que escribirá Operación Masacre. 
Con la publicación del libro en 1957, Walsh no dio por terminada la investigación. En sucesivas ediciones fue incorporando nuevos elementos y variando su reflexión final sobre los hechos, a medida que variaba su concepción sobre el sistema que regía a la Argentina. Los fusilamientos quedaron impunes, pero Operación Masacre sacó a la luz los hechos mediante la creación de un nuevo género literario, pulverizó la versión oficial, documentó un caso de terrorismo de Estado que se volvería una práctica generalizada de las dictaduras latinoamericanas en las tres décadas siguientes bajo la Doctrina de la seguridad nacional promovida por Estados Unidos y se constituyó como un fragmento de la historia popular de la Argentina: "primero rumor, luego suceso y finalmente acontecimiento político", dice de la obra Rita De Grandis, académica de la Simón Fraser University. Para Osvaldo Bayer: 

Operación Masacre es el gran grito de alerta. Nadie como Walsh supo describir a los verdaderos fundadores de la gran masacre que vendría después.
Osvaldo Bayer

Eduardo Jozami evalúa el libro como:

...la fuerza de Operación... reside, en buena medida, en su capacidad de transmitir al lector el asombro, la sorpresa, la indignación, que van ganado al autor en el proceso que descubre cuán amplia es la gama de complicidades que sostiene el crimen, cuán profundo el silencio de los medios, cuán vana toda expectativa sobre la acción de la justicia.
 Eduardo Jozami Rodolfo Walsh la palabra y acción

## Estructura externa
La obra se divide en:
- Prólogo: Incapaz de volver a su casa a causa de los soldados armados que investigan la casa, Walsh se encuentra con Juan Carlos Livraga, un hombre que sobrevivió del fusilamiento de la noche del 9 de junio de 1956, en el café de La Plata. Y allí comienza la investigación a través de las entrevistas con varias personas involucradas tanto directamente como indirectamente. También habla de las dificultades de publicar el libro incluyendo un episodio sobre un periodista que tiene las mismas iniciales que se tomó por error en La Plata.
- Primera parte: LAS PERSONAS: presentación de la vida cotidiana de cada personaje que serán fusilados y su entorno.

- Segunda parte: LOS HECHOS: narra cómo se llevaron a cada uno de los hombres del departamento, el traslado a la Unidad regional de San Martín, el traslado al lugar de fusilamiento, las conversaciones entre los presos y sus sentimientos, el fusilamiento propiamente dicho y el modo en que se salvaron los que pudieron lograrlo.
- Tercera parte: LA EVIDENCIA: reproducción del expediente formado por la denuncia de Livraga, las declaraciones de los implicados, víctimas y victimarios y el fallo final.
- Apéndice: habla sobre la filmación de la película Operación masacre.
- Secuencia final: especie de alegato final en la que participan el pueblo, los fusilados, políticos y diferentes personalidades con hondo contenido social y emocional.

Cada capítulo, a su vez, se divide en secciones. La primera parte del 1 al 13; la segunda del 14 al 31 y la tercera del 32 al 37, cada una de ellas con título.
La primera edición de este libro fue hecha en 1957. En 1964, editorial Continental realiza una edición en la que se incluye el expediente Livraga. La edición analizada corresponde a Ediciones de la Flor y es la décima novena de febrero de 1994. Consta de 204 páginas. En 2011 la misma editorial publicó, en edición definitiva, este clásico de la literatura política argentina incluyendo comentarios de Osvaldo Bayer.

## Estructura interna

### Los personajes
- Carranza (muerto): no está casado pero convive con su mujer, 6 hijos, ferroviario, peronista, fugitivo.
- Garibotti (muerto): alto, musculoso, cara cuadrada y enérgica, de ojos un poco hostiles, casado, 38 años, 6 hijos, ferroviario.
- Don Horacio (sobreviviente):, moreno, de bigotes y anteojos, alrededor de 50 años, electricista.
- Giunta (sobreviviente): menos de 30 años, alto, atildado, rubio, de mirada clara, expansivo, gráfico en los gestos y el lenguaje, humorístico, irónico, vendedor en una zapatería.
- Díaz (sobreviviente):suboficial, sargento sastre retirado de la Marina, casado, 2 o 3 hijos, corpulento, provinciano, muy moreno, de edad indefinible, conversador.
- Lizaso (muerto): 21 años, alto, delgado, pálido, de carácter retraído y tímido, tenía un padre que era peronista una vez, jugador fuerte, deja una nota sospechosa en la casa de su novia sobre la noche del fusilamiento.
- Alarmas y presentimientos: Marcelo :  amigo de la familia Lizaso y de otros protagonistas.
- Gavino (sobreviviente): alrededor de 40 años, de estatura mediana, atlético, suboficial de gendarmería en una época, más tarde vendedor de terrenos, temperamento vivo, su esposa es encarcelada como rehén.
- Explicaciones en una embajada: Torres - el inquilino del departamento del fondo, lleva dos o tres vidas distintas, para el vecindario es un muchacho tranquilo y popular, para la policía es un individuo peligroso y escurridizo, asilado en una embajada latinoamericana.
- Mario (muerto): 33 años, estatura mediana, rubio, calvicie incipiente, bigotes, serio y trabajador, oficinista, estudia inglés, casado, 1 hijo, alegre, amable, tímido, no fuma ni bebe.
- “El fusilado que vive”: Livraga (sobreviviente) - flaco, estatura mediana, rasgos regulares, ojos pardo-verdosos, cabello castaño, bigote, 23 años, temperamento reflexivo y hasta calculador, buen observador.
- ”Me voy a trabajar…”: Rodriguez (muerto) - 35 años, cargador de bolsas en el puerto, casado, 3 hijos, exdelegado en su sindicato, peronista.
- Las incógnitas: Aparte de los mencionados anteriormente estaba Marcelo, algunos amigos e incluso policías que estaban investigando la situación. Torres dice que hay dos hombres más, pero nadie sabe quiénes son, incluso si existieran.

### Temas

#### Historia oral vs. historia escrita
La historia oral consiste en el acto del hablar en el que Walsh recoge los testimonios. Esto incluyen, por ejemplo, la conversación con los sobrevivientes, testigos, y las repreguntas; los que sirven como evidencias a través de la forma de hablar, emocionar, y actuar y una demostración de su honestidad y sinceridad. Graciela Alicia Foglia enseña en su artículo que el narrador “observa el mundo desde el lugar de las víctimas, confunde su voz con la de las personas que entrevistó, se apropia de palabras y modos, es así que se acerca a ese mundo, intenta conocerlo y entender lo acaecido” (Foglia 56). Hay una tensión entre la historia oral y la historia escrita ya que se encuentra en la escritura de Walsh no sólo la representación de los testimonios, sino también la percepción y la interpretación del autor, o sea, una crítica social; por ejemplo, la injusticia y la ignorancia de la sociedad como la radio no se ha hecho ninguna referencia a la ley marcial o los acontecimientos. Además, se ve el papel de Walsh en el libro como un narrador al principio cambia a un investigador y eventualmente se convierte en un denunciante cuando ha llegado a la verdad de los hechos. Se considera, entonces, un escrito marcado por la tensión entre lo que se cree y lo que no se cree.

#### La injusticia estatal
A lo largo de la historia, Walsh demuestra que la justicia de este país detuvo y mató a los hombres por error. El detalle sobre su investigación es además una petición por justicia y reparación para las víctimas, dada su inocencia en el contexto de la Operación Masacre. Expone el fusilamiento como un asesinato y el hecho de que el crimen queda impune expresan que “Dentro del sistema, no hay justicia”. Aunque el libro muestra que decir la verdad no puede cambiar nada en este país durante este tiempo, Walsh deja claro acerca de su intención: una necesidad para la búsqueda de la verdad y una paz democrática. Declara en el final del libro que no persigue un objetivo político, sino un “objetivo social: el aniquilamiento a corto o largo plazo de los asesinos impunes, de los torturadores, de los “técnicos” de la picana que permanecen a pesar de los cambios de gobierno, del hampa armada y uniformada” (Walsh 103).

#### La violencia
La sensación de violencia cubre toda la historia, sobre todo la segunda parte del libro donde el narrador cuenta acerca de los hechos. Usando las descripciones cortas y acciones rápidas, la técnica narrativa que define el estilo se asemejan a los acontecimientos subversivos. Es decir, Walsh es capaz de producir un sentido de suspense y tensión sobre la violencia a través de su escritura. Esto también refleja sobre la cuestión acerca de la inocencia de las víctimas; lo que destaca la mayor tensión entre lo que se sabe y lo que no se sabe. La violencia, sin embargo, no sólo se basa en los hechos, como esto ha llevado a descubrir posibles problemas sociales detrás de él. Graciela Alicia Foglia sugiere que la declaración de objetivos de Walsh, el aniquilamiento de los asesinatos impunes, generaría más violencia. El compromiso de Walsh de dar testimonios y de decir la verdad tal vez sea una declaración de guerra para luchar por un ideal de sociedad.

## Sinopsis
A las 23:30 del 9 de junio de 1956, la policía de la Provincia de Buenos Aires allana una casa en la localidad de Florida y detiene a doce civiles que suponen implicados en la rebelión liderada por el general Juan José Valle contra la dictadura del general Pedro Eugenio Aramburu. Unas seis horas después, antes de amanecer, los detenidos fueron llevados por la policía a un basural de José León Suárez, en el conurbano de Buenos Aires, donde les dispararon con la intención de matarlos. Cinco detenidos fueron asesinados y siete sobrevivieron, algunos de ellos con graves lesiones. Las cinco personas asesinadas fueron Nicolás Carranza, Francisco Garibotti, Carlos Alberto Lizaso, Mario Brión y Vicente Damían Rodríguez. Los siete sobrevivientes fueron Reinaldo Benavidez, Rogelio Díaz, Horacio Di Chiano, Norberto Gavino, Miguel Ángel Giunta, Juan Carlos Livraga y Julio Troxler.
Para contar las vidas y los últimos pasos de los protagonistas, el autor narra lo sucedido la noche de los asesinatos y muestra el expediente judicial que se genera. Elegirá una forma llana de escritura, manteniendo un cuidadoso equilibrio entre lo novelado y lo testimonial.
La tensión sube y el ritmo de la novela aumenta mientras avanza. Walsh utiliza recursos sencillos para consolidar la veracidad de lo narrado, como la descripción de las emociones y pensamientos que pudieron haber tenido esos hombres. De ese modo, el relato de la masacre suma a los fríos hechos, los últimos diálogos y pensamientos de las víctimas antes de morir en aquel basural. El libro incluye también el estremecedor relato verídico de Horacio Di Chiano, uno de los sobrevivientes, cuando luego del tiroteo, ha quedado ileso boca abajo entre la basura y comprende que están rematando a los caídos y que ahora le toca a él:

No los ve pero sabe que le apuntan a la nuca. Esperan un movimiento. Tal vez ni eso. Tal vez le tiren lo mismo. Tal vez les extrañe justamente que no se mueva. Tal vez descubran lo que es evidente, que no está herido, que de ninguna parte le brota sangre. Una náusea espantosa le surge del estómago. Alcanza a estrangularla en los labios. Quisiera gritar. Una parte de su cuerpo -las muñecas apoyadas como palancas en el suelo, las rodillas, las puntas de los pies- quisiera escapar enloquecida. Otra -la cabeza, la nuca- le repite: no moverse, no respirar.

El tiro de gracia nunca llegó y Don Horacio, como le decían en el barrio, sintió que había nacido de nuevo. A Livraga le perforaron la cara con el tiro de gracia, pese a lo cual logró sobrevivir malherido, para volver a ser detenido en el hospital al que había sido llevado por dos policías ajenos a la matanza, con la intención de que muriera en la comisaría de San Martín (Buenos Aires) por falta de atención médica. Luego lo pasaron a la cárcel de Olmos, donde estuvo se encontró con Giunta, que antes había sido sometido a tortura psicológica. Allí también fue llevado Díaz. Gavino, Benavídez y Julio Troxler (asesinado por la Triple A el 20 de septiembre de 1974) huyeron del país y se exiliaron en Bolivia.

## Testimonios y la verdad
A lo largo del relato, el autor intenta reconstruir las historias personales de los personajes y los hechos del evento a través de los datos de los documentos y los testimonios. Con el motivo de reclamar justicia a la sociedad y ser una advertencia para el futuro, muestra en detalle su proceso de investigación que incluyen las fechas, telegramas, sobre todo, la entrevista con los sobrevivientes; lo que le permite al lector imaginar la situación acerca de lo que narra. El autor presta atención a la veracidad de los testimonios, pero junto con su interpretación sobre ellos. Gisele Bilañski sugiere que la obra de Walsh “es una interpretación de la interpretación de quienes formaron parte, de quienes se forma una idea directa y personal”. Sin embargo, hay momentos en que la verdad se vuelve incierta debido a las confusiones, la falta de testigos o la contradicción entre los testimonios. Por ejemplo, en la segunda parte del libro donde el autor narra sobre lo que pasó en ese día, o sea, los hechos, mientras que hay tres versiones distintas acerca de la detención de Carlitos Lizaso, no logra la versión de él mismo. Tal vez las palabras de Walsh en el principio, “nunca lo sabremos del todo”, ya prefigura el final de la historia y sugiere que la verdad es difícil de descubrir porque siempre habrá dudas. El autor encaja su texto con la tensión entre lo que se sabe y lo que no se sabe, y lo que se cree y lo que no se cree, cuestionando nuestra incertidumbre y creencia sobre los testimonios y la verdad. 

Escribí este libro para que fuese publicado, para que actuara... Investigué y relaté estos hechos tremendos para darlos a conocer en la forma más amplia, para que inspiren espanto, para que no puedan jamás volver a repetirse.
Rodolfo Walsh, Prólogo a Operación Masacre

## Publicación

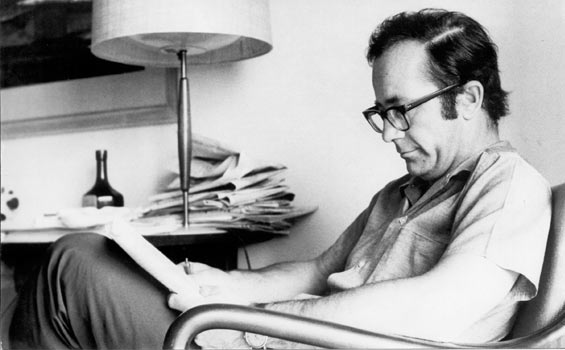
El periodista y autor Rodolfo Walsh, autor de Operación masacre.

Fue la investigación de Walsh la que reveló los asesinatos, que hasta ese momento habían permanecido ocultos. El sobreviviente Juan Carlos Livraga, defendido por el abogado Máximo von Kotsch, cercano al futuro presidente Arturo Frondizi, hizo la denuncia, pero el juez castrense que intervino consideró que ningún funcionario policial había cometido delitos en el caso. Walsh detalla en su libro nombres, fechas, horas y situaciones, que muestran no sólo la profundidad de su investigación, sino la impunidad con que obraron las autoridades, encubiertas por gran parte de la prensa.
Cuando los asesinatos ocurrieron, los diarios más importantes del país no registraron nada. No fue sino hasta el 23 de diciembre de 1956, en que Leónidas Barletta publicó en su periódico Propósitos, la denuncia del sobreviviente Livraga, titulada "Castigo a los culpables" sin firmar. Hoy se sabe que esa iniciativa fue de Walsh, preocupado por la negativa de las editoriales a publicar el libro, como él mismo lo dice en una difundida frase escrita en el prólogo:

Esta es la historia que escribo en caliente y de un tirón, para que no me ganen de mano, pero que después se me va arrugando día a día en un bolsillo porque la paseo por todo Buenos Aires y nadie me la quiere publicar, y casi ni enterarse.
Rodolfo Walsh, Prólogo a Operación Masacre

I have talked to some foreign correspondents, including AP, but they ain't interested or don't believe the story. Hell, they do nothing but drink and sleep.
Rodolfo Walsh, en inglés, carta a Donald Yates.

Las autoridades comenzaron a interesarse por sus escrituras y un periodista que compartió la misma oficina y sus iniciales con Walsh fue llevado a la policía en La Plata. Su familia y sus colegas fueron investigados. Al final y desde el 15 de enero y hasta el 30 de marzo de 1957, el autor publicó una serie de artículos en el periódico Revolución Nacional : "Yo también fui fusilado", 15-1-57; "Habla la mujer del fusilado", 29-1-57; "Alguien", 12-2-57; "La verdad sobre los fusilados", 19-2-57; "Pedimos explicaciones sobre la masacre", 5-3-57; "¿Fue una operación clandestina la masacre de José León Suárez?", 26-3-57. Después, del 27 de mayo al 29 de junio del mismo año, publicó nueve artículos más en la revista Mayoría de los hermanos Tulio y Bruno Jacovella. Walsh se presenta en el Estudio Ramos Mejía, donde funcionaba el semanario Azul y Blanco, y pide hablar con el dirigente nacionalista Marcelo Sánchez Sorondo, quien era director de esa publicación, y es así que la primera edición del libro aparecerá unos meses después en Ediciones Sigla, que era sostenida por Jorge Ramos Mejía y propiedad de Sánchez Sorondo, con el título: Operación Masacre: un proceso que no ha sido clausurado y un dibujo pequeño del célebre cuadro de Los fusilamientos del tres de mayo Goya.
El texto del libro fue cambiando en sucesivas ediciones, al compás de desmentidas, réplicas, apéndices, corolarios y la propia evolución política y militante de Walsh. Cuatro son las ediciones que se consideran esenciales en la construcción definitiva del libro, la de 1957, la de 1964, la tercera de 1969, y la cuarta y definitiva edición del libro en 1972, con la conocida portada con una reproducción en toda su superficie y en blanco negro del cuadro de Los fusilamientos de Goya. En la tercera edición se incluye un relato la continuidad de las luchas del peronismo luego de la dictadura de la Revolución Libertadora y durante los gobiernos democráticos de Arturo Frondizi y Arturo Illia, así como las dictaduras de José María Guido y Juan Carlos Onganía. Incluye también un "Retrato de la oligarquía dominante", a continuación del epílogo. En la cuarta edición, quita ese apartado e incluye un último capítulo titulado "Aramburu y el juicio histórico", en el que relata el secuestro y asesinato del exdictador a manos de la organización Montoneros.

## El género literario
El híbrido del periodismo y la literatura da nacimiento a un nuevo género literario, no ficción o novela testimonial. Walsh combina los materiales reales que él encontró de la investigación con estrategias narrativas. Sin embargo, ha habido muchos debates sobre el género del libro. Por ejemplo, Gisele Bilañski indica en su artículo que el texto de Walsh pertenece a un relato histórico que pide sustentarse en datos verdaderos, pero con narración de forma novelada. Tiene un carácter historiográfico y un carácter subjetivo: la búsqueda por la verdad en un fragmento de historia. Daniel Link argumenta que el libro de Walsh “destabilizes literary genres”, y que “leer Operación masacre como literatura es violentar las ideas que hemos heredado de la antigua cultura burguesa sobre el ejercicio con pretensiones artísticas de la escritura”. También, Graciela Alicia Foglia expresa que el modo de leer Operación Masacre depende de las circunstancias históricas. La primera edición del libro, publicada en 1957, fue leída como noticias periodísticas. Entre 1955 y 1976, existe cierta relación entre literatura y revolución, en la que la literatura sirve como la manera de comunicarse. Sin embargo, los contextos social, cultural, y político, en los 60, tienen mayor impacto en el modo de leer el libro. A partir de los ‘80, se considera Operación Masacre como una obra testimonial que crea una alteración de lo periódico y lo político.
Según Simpson, la literatura policial en América Latina tiene papeles distintos: como una forma de entretenimiento; un instrumento de resistencia social, un marco en el que debatir los problemas sociales, éticos o literarios. Lo que hace a las obras latinoamericanas diferentes es el énfasis en los eventos atribuidos al mundo real.

Walsh's "fiction" challenges the "fiction" of the official explanation of the events of mid-1956.
David Willian Forster, Latin American Documentary Narrative

...truth is (like) fiction, specifically, like mystery fiction.
 Amelia S. Simpson, Detective Fiction from Latin America

Según Foster, Walsh retrata la realidad brutal de América Latina por medio del interés novelesco. Walsh adopta las características de retención de la novela policíaca. Él crea suspenso y se niega a dar una explicación completa del misterio. Otra estrategia novelística es la "narrativa del mosaico". El libro abre con las descripciones de los personajes, seguido por la recreación del fusilamiento, y concluye con las pruebas del evento. Así, el autor se centra más en las relaciones y reacciones de los participantes.

## Adaptación
En 1973, se estrenó una película argentina basada en el libro de Walsh y dirigida por Jorge Cedrón, quién tomó parte en el guion junto con Walsh. Fue filmada en secreto debido a las restricciones y la censura reinantes durante la dictadura cívico-militar de Onganía y Lanusse (1966-1973). Lo particular es que el rol de Julio Troxler, uno de los sobrevivientes, fue interpretado por él mismo, y su experiencia en la militancia se suma a la realidad. Por lo tanto, hay un texto, la secuencia final, que no está incluido en el libro original.